# أنديرس بالم
أنديرس بالم (بالسويدية: Anders Palm)‏ هو لغوي سويدي، ولد في 6 يوليو 1942 في مالمو في السويد.